# Кокота (язык)
Кокота (англ. Kokota) — язык, распространённый в трёх деревнях острова Санта-Исабель (Соломоновы острова). Примерное число говорящих — 530 человек. Язык постепенно вытесняется языком чеке холо, на котором говорит значительно большее количество людей.

## Генеалогическая и ареальная информация
Австронезийские языки — семья языков, распространенных в Юго-Восточной Азии, Океании, на Тайване и Мадагаскаре. Число носителей данной семьи достигает 300 млн. Океанийские языки — объединение языков в Океании, которая состоит из нескольких сотен островов. Язык кокота относится к западноокеанийским языкам, которые были изучены впервые профессором Малкольмом Россом. Остров Санта-Исабель, где живут носители языка кокота, является самым длинным островом в архипелаге Соломоновых Островов. На данном острове распространены несколько языков: чеке-холо — самый крупный язык, число носителей — 10 800, гао (1220 носителей), забана (3360 носителей), блабланга (1770 носителей) и зазао (10 носителей). Исследователи Санта-Исабельских языков разделяют языки острова на восточные, центральные и западные.

## Социолингвистический аспект
Носители языка кокота располагаются в трёх деревнях: две из них, Говео и Сисига, находятся на северном побережье, а третья, Хурепело, на южном. Кокота является основным языком общения во всех трех деревнях и используется для любых целей, кроме обучения в начальной школе, где официальный язык — английский. Также исключением являются богослужения, которые ведутся на соломонском пиджине. Вне учёбы школьники общаются почти исключительно на кокота, следовательно, учитывая рост населения, не приходится говорить об опасности вымирания языка, несмотря на относительно невысокое число носителей. Единственная же в перспективе серьезная угроза для языка кокота представляет собой распространение языков забана (англ. Zabana) и чеке-холо (англ. Сheke-holo), на которых говорит все большее число носителей.

## Типологическая характеристика

### Степень выражения грамматических значений и характер границ между морфемами
Язык кокота, как большинство океанийских языков, является аналитическим языком
- Примеры:

gai teo g-a mai-u k-ago nogoi sala
мы быть.не NT-3.SBJ идти-PRG LOC-тыSG VOC PN
Мы не идем к тебе, Сала.
- Агглютинация
  - Пример:

kame-gu-ine/ide
рука-1SGP-эта/эти
Эта/эти моя (мои) рука(и).

### Маркирование в NP
В языке кокота есть разделение между отчуждаемыми (alienable) и неотчуждаемыми (inalienable) объектами. В случае с неотчуждаемыми объектами энклитики прикрепляются к обладаемому. Маркирование в NP с неотчуждаемыми объектами можно назвать вершинным. В другом случае, то есть с отчуждаемыми объектами, возникает посессивная база с суффиксом перед обладаемым в NP.

#### Неотчуждаемые объекты
|      | SG  | PL   |
| ---- | --- | ---- |
| 1EXC | -gu | -mai |
| 1INC | -   | -da  |
| 2    | -mu | -mi  |
| 3    | -na | -di  |

Энклитики прикрепляются к обладаемому.
- Примеры:

tu-mai ana gai
child-1EXCP thatN weEXC
that child of ours
numha-mai-de gai
bone-1EXCP-theseR weEXC
our bones
kala-gu-de ara
hair/leaf-1SGP-theseR I
my hair

#### Отчуждаемые объекты
Отчуждаемые объекты делятся на два типа: потребляемые ртом (еда, напитки, табак и др.) и основной класс, в который входят все объекты, кроме объектов первого типа.
|      | SG    | PL     |
| ---- | ----- | ------ |
| 1EXC | no-gu | no-mai |
| 1INC | -     | no-da  |
| 2    | no-u  | no-mi  |
| 3    | no-na | no-di  |

|      | SG    | PL     |
| ---- | ----- | ------ |
| 1EXC | ge-gu | ge-mai |
| 1INC | ge-u  | ge-da  |
| 2    | -     | ge-mi  |
| 3    | ge-na | ge-di  |

Примеры: 1) ge-na viri havi
CP-3SGP tobacco PN
Havi’s tobacco
2) no-na gorotati zemesi
GP-3SGP family PN
James' family
- Сокращения:

```
CP
 посессивная база съедобных объектов
```

GP посессивная база основного типа
PN личное имя
EXC exclusive
EXCP exclusive possessor
this/theseR within reach category (подробнее см. указательные местоимения)

### Маркирование в предикации
В предикации к глаголам прикрепляется энклитика, которая индексирует подлежащее (обладателя). Маркирование можно назвать вершинным.
- Пример:

1) ara n-a au-nau kaike zuta-pamu
I RL-1.SBJ exist-1SGO one lamp-pump
I have one tilly lamp.
2) gita da teo-gita faiba
weINC 1INC.SBJ not.be-1INCO boat
We haven’t got a boat.
- Сокращения:

1SGO first singular ‘object’
RL realis modality
SBJ subject indexing
1INCO first inclusive ‘object’

### Тип ролевой кодировки
Рассмотрены примеры с одноместным пациентивным, агиентивным и двухместным (переходным) глаголом. На 'James' при пациантивном глаголе 'lives' отсутствуют показатели, также они отсутствуют на 'woman' и 'he'. Из этого можно сделать вывод, что кодировка нейтральная.
- Примеры:

1) zemesi e au ka nau ine goveo
PN 3.SBJ exist LOC place thisR Goveo
James lives in this village Goveo.
2) ia nakodou n-e faraho-ri ira mheke ka pau-di-re
theSG woman RL-3.SBJ smite-3PLO thePL dog LOC head-3PLP-thoseN
The woman hit the dogs on their heads.
3) manei n-e nhenhe na ara n-a nhenhe la-na-bo
he RL-3.SBJ run but I RL-1.SBJ run go-IMM-CNT
He ran, but I ran further.
- Сокращения:

LOC locative preposition
RL realis modality
IMM immediacy marker
CNT contrastive marker
3PLP third plural possessor
3PLO third plural ‘object’

### Порядок слов
Базовым порядком слов можно назвать SVO.
- Пример:

ara manahagi sileni
Я хотеть деньги
Я хочу денег.

### Объём глагольного значения и замена прилагательных стативными глаголами
- Примеры:

1) lehe-nhau
умереть.есть
быть голодным
2) keli
быть.хорошим
хороший

## Морфология

### Существительные
Большинство существительных представляют собой односоставную корневую морфему. Однако существуют и морфологически сложные словоформы, достигаемые путём повторения и соединения слов. Возможны сочетания типа (N+V=N) и (V+V=N).
- hobo-gazu 'ветвь дерева' ('ветка-дерево')
- hiba-mautu 'правый глаз' ('глаз-правая.сторона')
- vaka-flalo 'самолет' ('корабль-летать')
- deke 'шаг' → dedeke 'ступени'

### Указательные местоимения
Указательные местоимения изменяются по множественному и единственному числу, кроме категории «потенциально видимый» . Относительно дейктического центра выделяют 5 категорий. Первые четыре категории выражаются частицами, последняя — суффиксом.
|    | касание | в пределах досягаемости | поблизости | потенциально видимый | невидимый |
| -- | ------- | ----------------------- | ---------- | -------------------- | --------- |
| sg | ao      | ine ~ -ne               | ana ~ -na  | iao                  | -o ~ -no  |
| pl | aro     | ide ~ de                | are ~ -re  | iaro                 | -ro       |

- Пример:

wiki ta salupu-o
week SB pass-thatNV
last week

### Детерминация
В языке грамматикализована детерминация. Выделяют два артикля: единственное — ia и множественное — ira.
- Пример:

korho ma-di ira lholhoguai-na
pull come-3PLO thePL coil-3SGP
[he] pulled his coils towards him.
ia puku ba, ia do ba, n-e kati-nau ara
theSG fly ALT theSG mosquito ALT RL-3.SBJ bite-1SGO I
A fly or a mosquito bit me

### Числительные
В языке кокота используется десятичная система счисления. Нет лексического значения для нуля.
| 1  | kaike  | 20   | varedake    |
| -- | ------ | ---- | ----------- |
| 2  | palu   | 30   | tulufulu    |
| 3  | tilo   | 40   | palu-tutu   |
| 4  | fnoto  | 50   | limafulu    |
| 5  | gaha   | 60   | tilo-tutu   |
| 6  | nablo  | 70   | fitu-salai  |
| 7  | fitu   | 80   | hana-salai  |
| 8  | hana   | 90   | nheva-salai |
| 9  | nheva  | 100  | gobi        |
| 10 | naboto | 1000 | toga        |

Большинство лексем составляют одну морфему. К числительным 40 и 60 добавляется корневая морфема tutu, означающая «десяток». Числительные 70, 80 и 90 состоят из корневой морфемы семи, восьми, девяти и морфемы salai.
- Пример:

kaike gobi tilo-tutu
один сто шесть десятков
сто шестьдесят
Порядковые числительные, кроме «первый», образуются добавлением частицы fa:
- Пример:

ara fa palu mane n-a-ke ooe-na
I ORD two man RL-1.SBJ-PRF talk-thatN
I was the second person who spoke.
При образовании количественных числительных добавляется суффикс -u//-gu
- Пример:

ara n-a-ke tabara-di palu-gu
I RL-1.SBJ-PRF buy-3PLO two-CRD
I bought two.

## Фонология

### Согласные
В данном языке присутствуют 22 согласных фонемы. Интересной особенностью системы согласных фонем является наличие у каждой фонемы пары по глухости/звонкости (левый и правый элемент соответственно).
|             | Губно-губные | Губно-зубные | Переднеязычные | Заднеязычные | Глоттальные |
| ----------- | ------------ | ------------ | -------------- | ------------ | ----------- |
| Взрывные    | p b          |              | t d            | k g          |             |
| Фрикативные |              | f v          | s z            | ɣ            | h           |
| Носовые     | m̥ m          |              | n̥ n            | ŋ ŋ          |             |
| Боковые     |              |              | l̥ l            |              |             |
| Дрожащие    |              |              | ɾ̥ ɾ            |              |             |

### Гласные
Система гласных фонем содержит 5 гласных фонем, что свойственно для океанийских языков.
|         | Передний | Средний | Задний |
| ------- | -------- | ------- | ------ |
| Верхний | i        |         | u      |
| Средний | e        |         | o      |
| Нижний  |          | a       |        |

### Дифтонги
В языке кокота отсутствуют фонетические дифтонги. Однако они возникают в обычной речи: последовательность гласных может дифтонгизироваться, если последний гласный выше первого по подъёму. Дифтонгизироваться может только последовательность, состоящая из передних и задних гласных или последовательность, где первый гласный — гласный нижнего подъёма. Следовательно, могут возникать такие дифтонги: /ae/, /ai/, /ao/, /au/, /ei/ и /ou/.

### Структура слога
Структура слога состоит из пиступа и ядра, коды в кокота не существует. Следовательно, все слоги открытые. Приступ может состоять из согласного (С) или из двух согласных (СС) в особых случаях. Ядро состоит из гласной (V) или VV.
/siko/ 'украсть'
/lase/ 'знать'
/tahi/ 'море'

## История письменности
На острове Санта-Исабель долгое время действует организация Anglican Melanesian Mission (Англиканская Меланезийская Миссия), которая, кроме религиозной задачи, занимается образованием населения и переводом религиозных текстов на местные языки. В основном тексты были переведены на языки забана и чеке-Холо, которые являются крупнейшими по числу носителей. Следующей адаптацией занималась организация Solomon Islands Translation Advisory Group, которая специализируется на переводе Библии. В результате была разработана письменность, которая была принята для чеке-холо и адаптирована для других языков, в том числе и для кокота.
| фонема | графема | фонема | графема | фонема | графема |
| ------ | ------- | ------ | ------- | ------ | ------- |
| p      | p       | m      | m       | a      | a       |
| b      | b       | m̥      | mh      | e      | e       |
| t      | t       | n      | n       | o      | o       |
| d      | d       | n̥      | nh      | i      | i       |
| k      | k       | ŋ      | n̄       | u      | u       |
| g      | ḡ       | ŋ      | n̄h      |        |         |
| f      | f       | l      | l       |        |         |
| v      | v       | l̥      | lh      |        |         |
| s      | s       | r      | r       |        |         |
| z      | z (j)   | ɾ̥      | rh      |        |         |
| h      | h       |        |         |        |         |
| ɣ      | g       |        |         |        |         |